# Мортенське графство

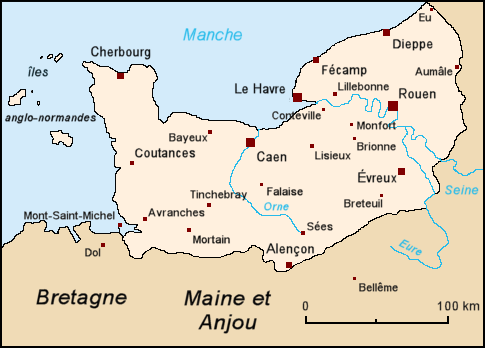
Мортен на карті Нормандського герцогства XII ст.

Мортенське графство (фр. Comté de Mortain) — невелике графство на південному заході Нормандського герцогства у Середньовіччя зі столицею в місті Мортен. Нині його територія входить до складу департаментів Манш та Орн.

## Географія
Мортенське графство було розташовано на південно-західному кордоні Нормандії на схід від Авранша, на підступах до Бретані, й первинно виконувало функції оборони внутрішніх областей країни від бретонців. Східні регіони згодом почали відігравати роль «брами» вглиб Мена. Адміністративним центром було місто Мортен. На території графства також знаходились фортеці Тейлейль, Таншбре і Сен-Джеймс-де-Беврон. Важливе стратегічне положення графства приводило до того, що його правителями часто ставали члени родини герцогів Нормандії. Саме графство вважалось васальним по відношенню до Нормандського герцогства.

## Історія

### Англонормандський період
Ймовірно, першим графом Мортенським був Можер, граф де Корбейль, син нормандського герцога Ричарда I та його другої дружини Гуннори. У 1049—1050 роках син Можера Вільгельм Варлонг був вигнаний з країни й позбавлений своїх володінь за участь у змові проти герцога. Як новий граф де Мортена його замінив Роберт, зведений брат та близький соратник Вільгельма Завойовника, який за участь у нормандському завоюванні Англії отримав великі володіння за Ла-Маншем і титул графа Корнуолла. Син Роберта де Мортена Вільгельм, однак, виступив проти короля Англії та під час битви під Таншбре 1106 року воював на боці нормандського герцога Роберта Куртгеза. У цій битві Вільгельма було взято у полон та ув’язнено, а графство Мортен конфісковано королем Англії.
У складі королівського домену Мортен перебував недовго: вже у 1110-х роках графство було подаровано Стефану Блуаському, племіннику Генріха I. Коли у 1135 році Стефан був коронований королем Англії, Мортен став його головною та фактично єдиною опорою в Нормандії. Але вже 1137 року Мортен був атакований та захоплений іншим претендентом на англійський престол — анжуйським графом Жоффруа Мартелом, одруженим з імператрицею Матильдою. До 1144 року анжуйці й прихильники Матильди завоювали всю Нормандію. Боротьба між Стефаном і Матильдою завершилась лише у 1153 році підписанням Воллінгфордської угоди, відповідно до якої спадкоємцем престолу Англії проголошувався син Матильди Генріх II Плантагенет, а графство Мортен та деякі інші землі відходили до сина Стефана Вільгельма Булонського. Після смерті останнього у 1159 році графство повернулось до королівського домену.
У 1189 році Річард Левове Серце передав графство Мортен своєму молодшому брату Іоанну Безземельному. Іоанн мав титул графа де Мортена до свого сходження на англійський престол у 1199 році. Але вже 1204 року Нормандія, а разом з нею і Мортен, були завойовані французьким королем Філіпом II Августом. З цього моменту графство увійшло до складу володінь французької корони.

### Французький період
У 1209 році король Франції Філіп II Август передав Мортенське графство Рено Даммартенському, одному з найвпливовіших північнофранцузьких феодалів. Однак уже в 1211 році Рено повстав проти короля і перейшов на бік Іоанна Безземельного. Це призвело до нової конфіскації Мортена у 1212 році. В битві під Бувіном у 1214 році Рено був взятий у полон, кинутий до в’язниці й невдовзі помер. В замках графства розмістились королівські гарнізони. У 1223 році Мортен, Омаль та деякі інші колишні володіння Рено де Даммартена були надані Філіпу Юрпелю, молодшому сину короля Філіпа II Августа, й одночасно Мортенському графству було надано статус перства. Однак вже невдовзі після смерті Філіпа Юрпеля, у 1235 році, рішенням короля Людовика VIII третина Мортенського графства була повернена спадкоємиці Рено де Даммартена, після смерті якої 1252 року графство знову повернулось до королівського домену. 
У 1318 році графства Мортен і Ангулем були передані як придане за принцесу Жанну Наваррську її чоловіку Філіпу д’Евре. Це призвело до входження Мортенського графства до складу володінь королів Наварри з лінії д’Евре, що було підтверджено франко-наваррською угодою 1336 року у Вільнев-ле-Авіньйон. Тією самою угодою графство Мортен знову отримало статус перства. У 1344 році Мортен у складі інших володінь наваррської корони успадкував король Карл Злий, один з найбільших державних діячів початкового періоду Столітньої війни. Його далека від лояльності політика стосовно французького короля Карла V призвела врешті-решт у 1378 році до конфіскації його нормандських володінь. Після смерті Карла Злого у 1387 році Мортен перейшов до його сина Карла Благородного, який, однак, користувався титулом графа де Мортен вже з 1376—1377 років. Графство залишалось під владою Евре-Наваррської династії до 1412 року, після чого було передано Людовику Гійєнському, сину французького короля Карла VI, а потім Людвігу VII, брату королеви Ізабелли Баварської.

### Ланкастерське завоювання
У 1418—1419 роках Нормандія була завойована Ланкастерською Англією. На чолі історичних нормандських графств, в тому числі й Мортена, були поставлені англійські дворяни. Близько 1422 року титулом графа де Мортена було винагороджено Джона, брата короля Генріха V й регента англійських володінь у Франції. В рамках реорганізації системи оборони Нормандії герцог Бедфорд зруйнував замок Мортен. У 1427 році титул графа було передано Едмунду Бофору, згодом графу й герцогу Сомерсету і фавориту королеви Маргарити Анжуйської. Його нащадки продовжували носити цей титул, хоча 1449 року Нормандія була знову зайнята французами.
У період англійської окупації Нормандії королі Франції продовжували претендувати на право розпорядження нормандськими титулами. Вже у 1423 році Карл VII подарував титул графа де Мортен одному зі своїх полководців — Жану д’Аркуру, а після його смерті у битві під Вернеє у 1424 році — принцу Жану де Дюнуа.

### Французький апанаж
Після відновлення французької влади в Нормандії Мортенське графство було передано в апанаж Карлу Менському, молодшому сину герцога Людовика II Анжуйського. У 1481 році Анжуйська династія припинилась, і Мортен знову повернувся у королівський домен. У 1529 році. французький король Франциск I передав графство Людовику де Бурбон-Вандому, згодом герцогу де Монпансьє, племіннику знаменитого полководця конетабля Карла де Бурбона. Мортен залишався у складі володінь дому герцогів де Монпансьє до 1627 року, після чого перейшов до Гастона Орлеанського, одруженого з останньою герцогинею де Монпансьє. Нарешті, у 1693 році титул графа де Мортена було закріплено за Філіпом Орлеанським, молодшим братом короля Людовика XIV, й передавався пізніше у спадок в Орлеанській гілці дому Бурбонів до Французької революції.
З 1984 року до своєї смерті в 2019 році титулом граф Мортенський користувався Генріх Орлеанський, претендент на королівський престол Франції за версією орлеаністів.